# Helvetia (Virginie-Occidentale)
Pour les articles homonymes, voir Helvetia (homonymie).
Helvetia est une census-designated place située dans le comté de Randolph, dans l’État de Virginie-Occidentale, aux États-Unis. Sa population s’élevait à 59 habitants lors du recensement de 2010.

## Histoire
La localité a été fondée par des pionniers suisses en 1869. Helvetia maintient ses traditions suisses : gastronomie et folklore.

## Démographie
| Groupe            | Helvetia | Virginie-Occidentale | États-Unis |
| ----------------- | -------- | -------------------- | ---------- |
| Blancs            | 94,9     | 93,9                 | 72,4       |
| Métis             | 5,1      | 1,5                  | 2,9        |
| Autres            | 0        | 4,6                  | 24,9       |
| Total             | 100      | 100                  | 100        |
|                   |          |                      |            |
| Latino-Américains | 3,4      | 1,2                  | 16,7       |

Selon l'American Community Survey, pour la période 2011-2015, 100 % de la population âgée de plus de 5 ans déclare parler l'anglais.

## Source
- (en) Cet article est partiellement ou en totalité issu de l’article de Wikipédia en anglais intitulé « Helvetia, West Virginia » (voir la liste des auteurs).

1. ↑  (en) « Helvetia, WV Population - Census 2010 and 2000 », sur censusviewer.com (consulté le 12 avril 2016).
2. ↑  (en) « Population of West Virginia - Census 2010 and 2000 », sur censusviewer.com (consulté le 12 avril 2016).
3. ↑  (en) « American FactFinder - Results », sur factfinder.census.gov.